# Dave Bowman
Pour les articles homonymes, voir Bowman.
David Bowman, (Dave Bowman) né le 10 mars 1964 à Tunbridge Wells (Angleterre), est un footballeur écossais, qui évoluait au poste de milieu de terrain ou d'arrière droit à Dundee United et en équipe d'Écosse.

## Biographie
Il est le fils du footballeur écossais Andy Bowman, anciennement de Chelsea FC et Heart of Midlothian FC (Hearts), qui jouait pour Tonbridge au moment de la naissance de son fils.  
Il a joué en junior pour le Salvesen Boys Club avant de signer pour l’ancien club de son père, Heart of Midlothian FC, en juin 1980. 
Bowman n'a marqué aucun but lors de ses six sélections avec l'équipe d'Écosse entre 1992 et 1993. 
Il est sélectionné pour la phase finale du Championnat d'Europe de football 1992, mais n'a joué aucun des trois matchs de son équipe.

## Carrière
- 1980-1984 : Heart of Midlothian
- 1984-1986 : Coventry City
- 1986-1998 : Dundee United
- 1998-1999 : Raith Rovers
- 1999-2000 : Yee Hope
- 2000-2002 : Forfar Athletic

## Palmarès

### En équipe nationale
- 6 sélections et 0 but avec l'équipe d'Écosse entre 1992 et 1993.

### Avec Dundee United
- Vainqueur de la Coupe d'Écosse de football en 1994.
- Finaliste de la Coupe UEFA en 1987